# Městský dům čp. 78 (Vidnava)
Městský dům č. p. 78 je rohový dům na Mírovém náměstí v sousedství domu č. p. 79 ve Vidnavě v okrese Jeseník. Byl zapsán do seznamu kulturních památek ČR před rokem 1988 a je součástí městské památkové zóny Vidnava.

## Historie
Významný urbanistický rozvoj města probíhal na přelomu 15. a 16. století; s vyvrcholil v roce 1551 výstavbou renesanční radnice. Další vliv na renesanční přestavbu města měl požár v roce 1574. V období třicetileté války město v roce 1632 vyhořelo a znovu se obnovovalo. Další přestavby v podobě dolnoslezského baroka přišly po požáru části města v roce 1713. Rozvoj plátenictví znamenal rozvoj výstavby po skončení sedmileté války. V třicátých letech 19. století byla zbourána převážná část hradeb i obě městské brány. Podle mapy stabilního katastru lze zaznamenat růst města jehož vrcholem je rok 1850, kdy se soudím okresem stal Jeseník. Ve Vidnavě pak byly nejvýznamnějšími stavbami nová radnice (1867), gymnázium (1871), škola (1887) s kaplí (1898) a filiálním domem (1914) boromejek, kostel svatého Františka z Assisi (1897) nebo stavba železnice (1897). V období první republiky začala Vidnava upadat. V druhé polovině 20. století byla řada cenných měšťanských domů zbořena nebo zcela přestavěna. Na místo nich byly postaveny panelákové domy. V roce 1992 bylo po vyhlášení památkové zóny městské historické jádro konsolidováno.

## Popis
Měšťanský dům je nárožní jednopatrová tříosá stavba krytá sedlovou střechou. Průčelí je členěno lizénovým rámem. Vchod umístěný v ose po stranách jsou výkladní okna. V patře jsou oka v šambránách Nad hlavní římsou vyrůstá plná atika s kanelovanými pilastry spojené římsou mezi jejich hlavicemi. Mezi pilastry je plocha štítu konkávně prohnutá se dvěma okny. Křídla nad atikou jsou volutová, konce atiky jsou zdobený malými pilastry. Na římse je posazen tympanon lemovaný římsou, která je v horní části svinutá do voluty a ukončená vázou. V tympanonu je jedno okno. K boční fasádě je přistavěna malá novodobá přístavba.